# Lista över fornlämningar i Gotlands kommun (Viklau)
Lista över fornlämningar i Gotlands kommun (Viklau) är en förteckning av ett urval av de fornlämningar som finns i Viklau i Gotlands kommun.
| Namn        | Lämningstyp                      | Tillkomsttid | Historisk indelning | Plats | Läge                 | ID-nr          | Bild                                 |
| ----------- | -------------------------------- | ------------ | ------------------- | ----- | -------------------- | -------------- | ------------------------------------ |
| Viklau 5:1  | Röse                             |              | Viklau, Gotland     |       | 57.471014, 18.479179 | 10097500050001 | Ladda upp en bild av detta fornminne |
| Viklau 6:1  | Stenkrets                        |              | Viklau, Gotland     |       | 57.469934, 18.482026 | 10097500060001 | Ladda upp en bild av detta fornminne |
| Viklau 7:1  | Röse                             |              | Viklau, Gotland     |       | 57.470981, 18.482045 | 10097500070001 | Ladda upp en bild av detta fornminne |
| Viklau 8:1  | Röse                             |              | Viklau, Gotland     |       | 57.469840, 18.483832 | 10097500080001 | Ladda upp en bild av detta fornminne |
| Viklau 10:1 | Husgrund, förhistorisk/medeltida |              | Viklau, Gotland     |       | 57.455554, 18.454571 | 10097500100001 | Ladda upp en bild av detta fornminne |
| Viklau 10:2 | Husgrund, förhistorisk/medeltida |              | Viklau, Gotland     |       | 57.455429, 18.455205 | 10097500100002 | Ladda upp en bild av detta fornminne |
| Viklau 10:3 | Husgrund, förhistorisk/medeltida |              | Viklau, Gotland     |       | 57.455177, 18.455431 | 10097500100003 | Ladda upp en bild av detta fornminne |
| Viklau 10:4 | Husgrund, förhistorisk/medeltida |              | Viklau, Gotland     |       | 57.454958, 18.455107 | 10097500100004 | Ladda upp en bild av detta fornminne |
| Viklau 13:1 | Hällristning                     |              | Viklau, Gotland     |       | 57.455919, 18.466413 | 11100000001006 | Ladda upp en bild av detta fornminne |
| Viklau 13:2 | Hällristning                     |              | Viklau, Gotland     |       | 57.455801, 18.466656 | 11100000001007 | Ladda upp en bild av detta fornminne |
| Viklau 13:3 | Hällristning                     |              | Viklau, Gotland     |       | 57.455868, 18.467425 | 11100000001008 | Ladda upp en bild av detta fornminne |
| Viklau 13:4 | Hällristning                     |              | Viklau, Gotland     |       | 57.455775, 18.467550 | 11100000001009 | Ladda upp en bild av detta fornminne |
| Viklau 15:1 | Husgrund, förhistorisk/medeltida |              | Viklau, Gotland     |       | 57.456390, 18.449977 | 10097500150001 | Ladda upp en bild av detta fornminne |
| Viklau 24:1 | Husgrund, förhistorisk/medeltida |              | Viklau, Gotland     |       | 57.458226, 18.413925 | 10097500240001 | Ladda upp en bild av detta fornminne |
| Viklau 28:1 | Gravfält                         |              | Viklau, Gotland     |       | 57.476746, 18.428758 | 10097500280001 | Ladda upp en bild av detta fornminne |
| Viklau 32:1 | Gravfält                         |              | Viklau, Gotland     |       | 57.483572, 18.449601 | 10097500320001 | Ladda upp en bild av detta fornminne |
| Viklau 34:1 | Stensättning                     |              | Viklau, Gotland     |       | 57.476487, 18.423847 | 10097500340001 | Ladda upp en bild av detta fornminne |
| Viklau 34:2 | Stensättning                     |              | Viklau, Gotland     |       | 57.476523, 18.424050 | 10097500340002 | Ladda upp en bild av detta fornminne |
| Viklau 36:1 | Hällristning                     |              | Viklau, Gotland     |       | 57.452955, 18.406919 | 11100000001010 | Ladda upp en bild av detta fornminne |
| Viklau 39:1 | Husgrund, förhistorisk/medeltida |              | Viklau, Gotland     |       | 57.463448, 18.422643 | 10097500390001 | Ladda upp en bild av detta fornminne |
| Viklau 39:2 | Husgrund, förhistorisk/medeltida |              | Viklau, Gotland     |       | 57.463291, 18.422023 | 10097500390002 | Ladda upp en bild av detta fornminne |
| Viklau 39:3 | Husgrund, förhistorisk/medeltida |              | Viklau, Gotland     |       | 57.463530, 18.421837 | 10097500390003 | Ladda upp en bild av detta fornminne |
| Viklau 42:1 | Hällristning                     |              | Viklau, Gotland     |       | 57.468962, 18.425362 | 11100000001011 | Ladda upp en bild av detta fornminne |
| Viklau 43:1 | Stensättning                     |              | Viklau, Gotland     |       | 57.483391, 18.447579 | 10097500430001 | Ladda upp en bild av detta fornminne |
| Viklau 43:2 | Stensättning                     |              | Viklau, Gotland     |       | 57.483229, 18.447489 | 10097500430002 | Ladda upp en bild av detta fornminne |
| Viklau 46:1 | Runristning                      |              | Viklau, Gotland     |       | 57.465445, 18.456064 | 10097500460001 | Ladda upp en bild av detta fornminne |
| Viklau 52:1 | Husgrund, förhistorisk/medeltida |              | Viklau, Gotland     |       | 57.477108, 18.448946 | 10097500520001 | Ladda upp en bild av detta fornminne |
| Viklau 52:2 | Husgrund, förhistorisk/medeltida |              | Viklau, Gotland     |       | 57.476865, 18.449451 | 10097500520002 | Ladda upp en bild av detta fornminne |
| Viklau 59:1 | Husgrund, förhistorisk/medeltida |              | Viklau, Gotland     |       | 57.459335, 18.415107 | 10097500590001 | Ladda upp en bild av detta fornminne |
| Viklau 59:2 | Husgrund, förhistorisk/medeltida |              | Viklau, Gotland     |       | 57.459160, 18.415180 | 10097500590002 | Ladda upp en bild av detta fornminne |
| Viklau 59:3 | Husgrund, förhistorisk/medeltida |              | Viklau, Gotland     |       | 57.459167, 18.416051 | 10097500590003 | Ladda upp en bild av detta fornminne |
| Viklau 60:1 | Gravfält                         |              | Viklau, Gotland     |       | 57.464398, 18.443294 | 10097500600001 | Ladda upp en bild av detta fornminne |
| Viklau 64:1 | Husgrund, förhistorisk/medeltida |              | Viklau, Gotland     |       | 57.460820, 18.427559 | 10097500640001 | Ladda upp en bild av detta fornminne |
| Viklau 64:2 | Husgrund, förhistorisk/medeltida |              | Viklau, Gotland     |       | 57.461440, 18.428500 | 10097500640002 | Ladda upp en bild av detta fornminne |
| Viklau 64:3 | Husgrund, förhistorisk/medeltida |              | Viklau, Gotland     |       | 57.460678, 18.428157 | 10097500640003 | Ladda upp en bild av detta fornminne |
| Viklau 64:4 | Husgrund, förhistorisk/medeltida |              | Viklau, Gotland     |       | 57.461587, 18.428476 | 10097500640004 | Ladda upp en bild av detta fornminne |
| Viklau 72:1 | Hög                              |              | Viklau, Gotland     |       | 57.448012, 18.448542 | 10097500720001 | Ladda upp en bild av detta fornminne |
| Viklau 73:1 | Hällristning                     |              | Viklau, Gotland     |       | 57.449186, 18.458063 | 11100000001012 | Ladda upp en bild av detta fornminne |
| Viklau 73:2 | Hällristning                     |              | Viklau, Gotland     |       | 57.449485, 18.458169 | 11100000001013 | Ladda upp en bild av detta fornminne |
| Viklau 73:3 | Hällristning                     |              | Viklau, Gotland     |       | 57.449465, 18.458267 | 11100000001014 | Ladda upp en bild av detta fornminne |
| Viklau 73:4 | Hällristning                     |              | Viklau, Gotland     |       | 57.449616, 18.458384 | 11100000001015 | Ladda upp en bild av detta fornminne |
| Viklau 73:5 | Hällristning                     |              | Viklau, Gotland     |       | 57.449089, 18.458075 | 11100000001016 | Ladda upp en bild av detta fornminne |
| Viklau 75:1 | Hög                              |              | Viklau, Gotland     |       | 57.464835, 18.474446 | 10097500750001 | Ladda upp en bild av detta fornminne |
| Viklau 78:1 | Stensättning                     |              | Viklau, Gotland     |       | 57.459693, 18.437404 | 10097500780001 | Ladda upp en bild av detta fornminne |
| Viklau 79:1 | Gravfält                         |              | Viklau, Gotland     |       | 57.455486, 18.435404 | 10097500790001 | Ladda upp en bild av detta fornminne |
| Viklau 81:1 | Husgrund, förhistorisk/medeltida |              | Viklau, Gotland     |       | 57.476920, 18.437798 | 10097500810001 | Ladda upp en bild av detta fornminne |
| Viklau 83:1 | Stensättning                     |              | Viklau, Gotland     |       | 57.458627, 18.429476 | 10097500830001 | Ladda upp en bild av detta fornminne |
| Björke 44:1 | Fornborg                         |              | Viklau, Gotland     |       | 57.476470, 18.487464 | 10090000440001 | Ladda upp en bild av detta fornminne |